# Tirania
|  | Per a altres significats sobre «Tirà», vegeu «Tirans». |

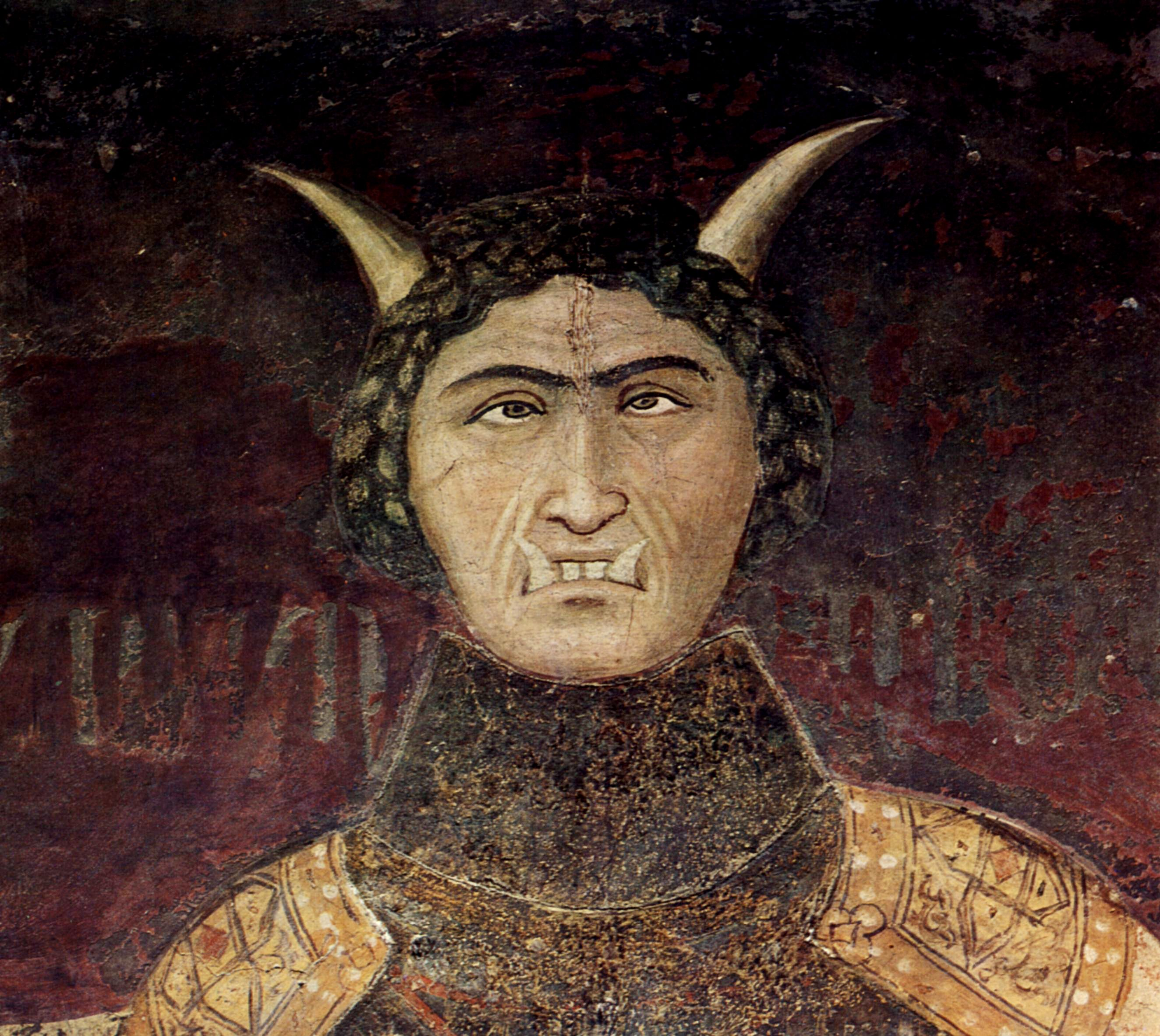
Representació d'un tirà, d'Ambrogio Lorenzetti

Un tirà (del llatí tyrannis i aquest del grec τύραννος týrannos) és un individu que té poder absolut per mitjà del poble d'un estat o una organització. Tirania és la forma de govern que exerceix un tirà. En l'antiga Grècia, els tirans eren sovint aristòcrates que havien guanyat poder sobre d'altres aconseguint el suport dels pobres en oferir-los terres o llibertat de l'esclavatge.
El terme grec original no té cap censura ètica; simplement feia referència a qualsevol individu que havia enderrocat el govern establert d'una ciutat estat (sovint per mitjà del suport del poble) per convertir-se en dictador o hereu d'un dictador. El suport dels tirans provenia de les classes creixents de comerciants i dels pagesos que no tenien cap terra que llaurar o que tenien grans deutes. Si els tirans no eren pas aristòcrates no tenien el dret legal de regnar, però el poble els preferia en comptes dels reis i els altres aristòcrates. Els tirans grecs romanien en el poder contractant soldats mercenaris d'altres ciutats estat.
La tirania grega va sortir com a resultat de la lluita de les classes populars en contra de l'aristocràcia o en contra dels reis-sacerdots que, d'acord amb les tradicions i la mitologia d'aleshores, tenien el dret hereditari o tradicional a governar. Els cops d'Estat posaven en el poder als tirans. Els primers anys de llurs regnats, els tirans eren populars, atès que donaven privilegis o exempció d'impostos als pagesos. No obstant d'altres es tornaven molt opressius.
Avui dia, el terme "tirà", literalment o metafòricament, té una connotació negativa, sovint associada amb els governadors dèspotes cruels que posen llurs propis interessos o els interessos d'una petita oligarquia sobre els interessos de la població en general.

## Història
El període d'esplendor dels règims de tirania va ser del segle vi aC, quan molts governs de l'Egeu van ser derrocats i Pèrsia va tenir ocasió de fer les seves primeres incursions a Grècia, permetent a diversos tirans cercar el seu suport per consolidar-se en el poder. Pisístrat i els seus descendents, els pisistràtides Hípies i Hiparc), són exemples d'aquests governs per a Atenes; Polícrates per a Samos, i molts d'altres.
La tirania grega va ser principalment fruit de la lluita de les classes populars contra els abusos de l'aristocràcia i els reis-sacerdots, el dret del qual a governar venia sancionat per les tradicions ancestrals i la mitologia. Els tirans van arribar amb freqüència al poder afavorits per revoltes populars i van gaudir de la simpatia pública com a governants, almenys en els seus primers anys en el poder. De Pisístrat, per exemple, explica Aristòtil que va eximir d'impostos a un agricultor a causa de la infertilitat de les seves terres, i es diu que Cipsel podia passejar pels carrers de Corint sense escorta de cap classe.
La tirania a Sicília va tenir connotacions particulars i es va prolongar més a causa de l'amenaça cartaginesa, cosa que va facilitar l'ascensió de cabdills militars amb ampli suport popular. Tirans sicilians com Geló I, Hieró I, Hieró II, Dionís el Vell i Dionís el Jove van mantenir corts fastuoses i van ser mecenes culturals. S'ha assenyalat que entre els habitants de Siracusa s'atribuïa l'origen etimològic de la paraula "tirà" (bé erròniament, bé com un joc de paraules), al gentilici "tirrè", que era el que aplicaven als etruscs, els seus enemics.
En els últims segles del I mil·lenni aC els autors van ser generalment menys tolerants amb la tirania. Aristòtil, per exemple, la considera "el pitjor règim" i creu que la major part dels tirans havien estat demagogs que es van guanyar la confiança del poble calumniant els notables. El més famós tiranicidi de l'antiguitat és l'efectuat sobre el Pisistràtida Hiparc pels tiranicides Harmodi i Aristogíton, immortalitzats en dues escultures atribuïdes a Críties i Nesiotes (al voltant de 480-470 aC) que marquen el final de l'estil arcaic i el començament del clàssic. La sublevació contra Tarquini el Superb, malgrat ser un 'rex' (rei) va ser justificada per la naixent República Romana com un tiranicidi (tot i que el rei va ser expulsat amb la seva família, no mort).

## Connotació negativa del terme
L'abús del llenguatge ha fet que 'tirà' sigui sinònim, en l'ús contemporani, amb els termes també convertits en pejoratius de dèspota (títol de l'Imperi Romà d'Orient), sàtrapa (dirigent provincial de l'Imperi Persa) o dictador (magistrat, però legal, en Roma). Com a exemples d'aquest ús del concepte en diferents autors, es pot esmentar la frase, atribuïda a Thomas Jefferson: "L'arbre de la llibertat ha de ser regat amb la sang dels patriotes i dels tirans", que és un dels punts de la declaració d'Independència dels Estats Units d'Amèrica.
En l'època contemporània ha estat una constant l'aplicació de terme "tirania" per part dels opositors als diferents sistemes polítics il·legítims, particularment aquells que durant el segle xx es van qualificar d'autoritaris i totalitaris com el feixisme; i de "tirans" als seus dirigents.